# Mitsukoshi

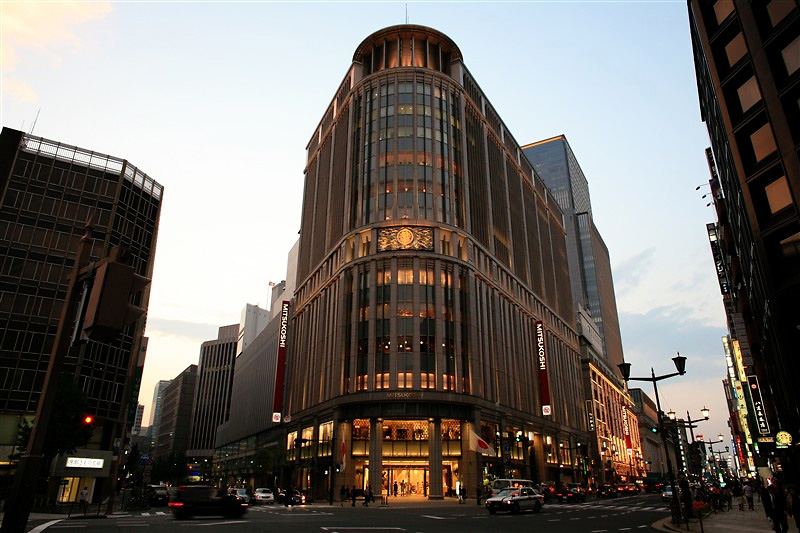
A loja de departamentos Mitsukoshi em Nihonbashi, Tóquio

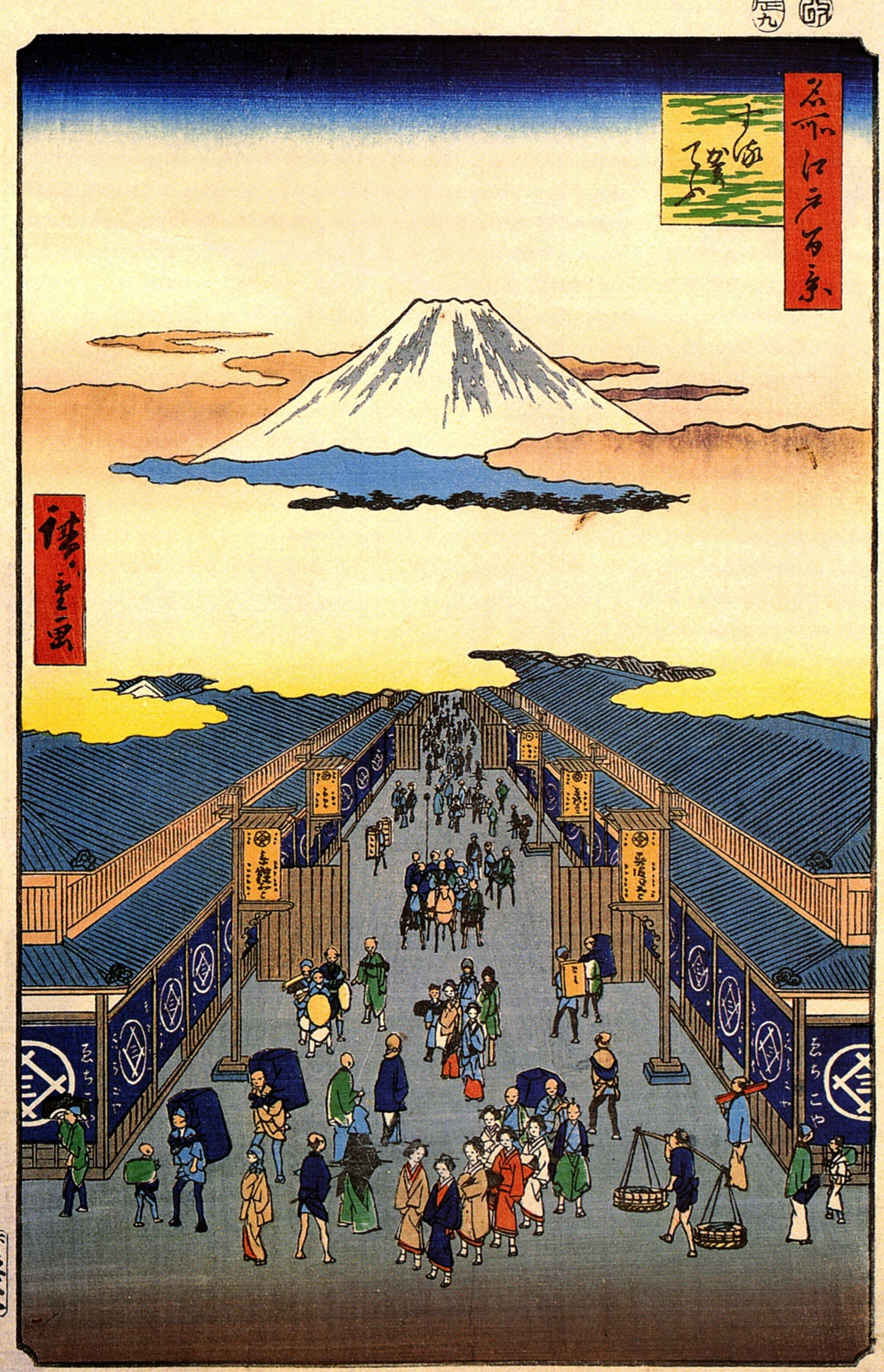
Utagawa Hiroshige impresso em um ukiyo-e com o Monte Fuji e o Echigoya como pontos de referência. Echigoya é o antigo nome de Mitsukoshi, em homenagem à antiga província de Echigo. A sede da Mitsukoshi localiza-se no lado esquerdo da rua.

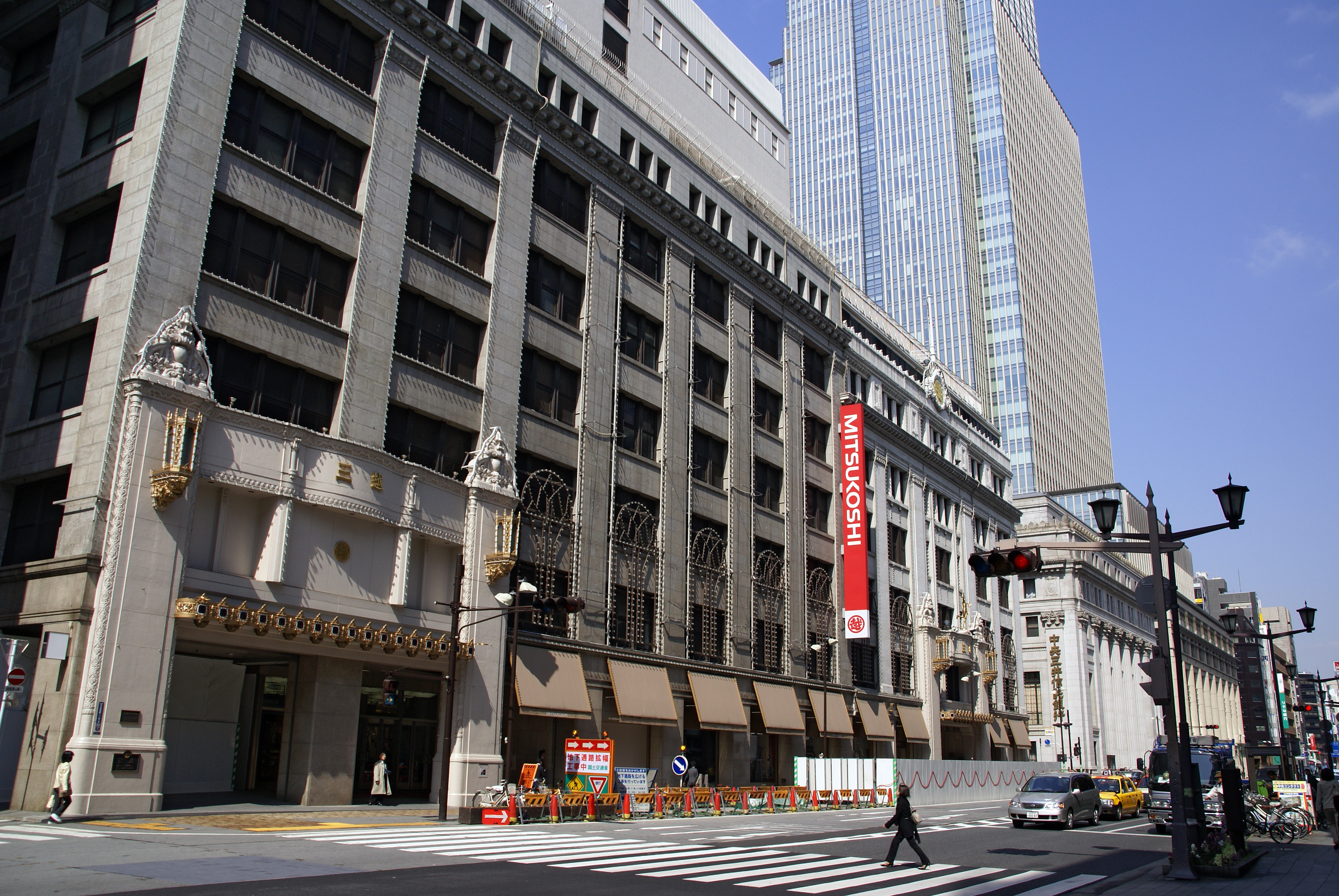
Unidade principal de Nihonbashi

A Mitsukoshi (株式会社三越, Kabushiki-gaisha Mitsukoshi) é uma cadeia de lojas de departamentos internacional com sede em Tóquio, Japão. Ela é uma subsidiária da Isetan Mitsukoshi, que também é proprietária da cadeia de lojas de departamentos Isetan.

## História
Ela foi fundada em 1673 com o yagō (nome comercial) de  Echigoya (越後屋), vendendo kimonos. Dez anos mais tarde, em 1683, a Echigoya teve uma nova abordagem de marketing. Ao invés de vender porta a porta, eles abriram uma loja onde os compradores poderiam comprar bens na hora com dinheiro. A estação Mitsukoshimae do metrô de Tóquio, recebeu o nome pela loja da Mitsukoshi adjacente a ela.
A Mitsukoshi é a origem do grupo Mitsui. Na década de 1970, a Mitsukoshi comprou a loja de departamentos Oriental Nakamura em Nagóia e a renomeou para as Mitsukoshi Nagoya.
Genichiro Inokuma projetou o papel de embrulhar em branco e vermelho.
Em agosto de 2007, foi anunciado que a Mitsukoshi fundiria com a Isetan, uma grande loja de departamentos no Japão. A Mitsukoshi foi retirada da bolsa em 26 de março de 2008 e em 1º de abril ela fundiu-se com a Isetan sob a empresa de holding Mitsukoshi Holdings Ltda.(TYO: 3099).